# Attin
Attin település Franciaországban, Pas-de-Calais megyében. Lakosainak száma 864 fő (2022. január 1.). Attin Recques-sur-Course, La Madelaine-sous-Montreuil, Neuville-sous-Montreuil, Beutin, Bréxent-Énocq, La Calotterie és Estréelles községekkel határos.

## Népesség
A település népességének változása:
| Lakosok száma | 709  | 735  | 740  | 729  | 756  | 784  | 811  | 853  | 864  |
|               | 2013 | 2015 | 2016 | 2017 | 2018 | 2019 | 2020 | 2021 | 2022 |